# 麻園肚
麻園肚，原寫為蔴園肚，是台灣新竹縣竹東鎮的一個傳統地域名稱，位於該鎮西北部。相較於今日行政區，其範圍大致為員山里東北半部。

## 歷史
台灣清治末期至日治前期，麻園肚地區為一街庄，稱為「蔴園肚庄」，隸屬於竹北一堡。該庄北及東隔頭前溪諸分流及沙洲與六張犁庄、隘口庄、三崁店庄、崁下庄為鄰，南邊及西邊為二重埔庄、下員山庄，西北端一小段與九甲埔庄為界。
1901年（日治明治三十四年）11月，全台設二十廳，該庄隸屬於新竹廳。1909年（明治四十二年）10月，合併二十廳為十二廳，該庄隸屬不變。1920年（大正九年），廢十二廳改設五州二廳，該庄改制並雅化為「麻園肚」大字，隸屬於新竹州竹東郡竹東街。
戰後竹東街改制為竹東鎮，隸屬於新竹縣，大字亦改制為里。1950年桃、竹、苗分治，竹東鎮隸屬不變。

## 交通
台灣高鐵路線大致以北北東—南南西走向經過麻園肚地區中西部，境內未設站，最近的是位於頭前溪北岸不遠處的高鐵新竹車站，由此可快速前往高鐵南北各站。
台鐵六家線是連絡高鐵新竹車站與內灣線竹中車站的鐡路，在本地區路線大致與高鐵路線平行且位於其西側。境內未設站，北側最近的是位於高鐵新竹車站西鄰的六家車站，南側最近的是位於頭重埔的竹中車站。由該等車站可搭乘電聯車前往位於新竹市區的台鐵新竹車站，或在竹中車站轉乘內灣線列車。
省道台68線又稱「東西向快速公路－南寮竹東線」，大致以西北－東南走向經過麻園肚地區。境內未設交流道，西側最近的是西北鄰九甲埔境內縣道117號交會口的新竹科園交流道，東側最近的是二重埔境內新中正橋頭的芎林交流道。由此等匝道進入向西可前往新竹市區、南寮，向東可前往竹東並止於省道台3線交會口。
興隆大橋是位於高鐵、台鐵六家線頭前溪橋西側的公路橋梁，經由該橋及兩側引道可連絡高鐵新竹車站及公道五路。